# Zsigmond Attila
Zsigmond Attila (Budapest, 1941. április 6.–) okleveles formatervező művész, tanár. 34 éven át a Budapest Galéria főigazgatója. Politikus, 1985-tól 1998-ig Budapest II. kerület országgyűlési képviselője. A Magyar Demokrata Fórum egyik alapítója. A Nemzeti Emlékhely és Kegyeleti Bizottság tagja. A Magyar Alkotóművészek Országos Egyesületének, és jogelődjeinek 1964 óta, a Magyar Képző- és Iparművészek Szövetségének 1994 óta tagja. A FÉSZEK Művészklub alelnöke (1982-2018).

## Tanulmányai
Általános és középiskolai tanulmányait Budapesten végezte. A Labanc úti Általános Iskola után a II. Rákóczi Ferenc Gimnáziumban érettségizett 1959-ben.
1964-ben a Magyar Iparművészeti Főiskolán – Borsos Miklós és Dózsa Farkas András növendékeként – ipari formatervező oklevelet szerzett.
1979-ben levelező tagozaton a József Attila Tudományegyetem Bölcsészettudományi Karán – általános pedagógia diplomát szerzett.

## Alkotói pályafutása
Zsigmond Attila tervező és kivitelező iparművész-designerként is elismerést szerzett munkáival. Első munkahelyén, a Ganz Mávag Vagon- és Gépgyárban 1964 és 1969 között gyártmány formatervezőként elsősorban vasúti járművek formatervezésével foglalkozott. Emellett egyéni megbízásait teljesítve garázsipari és hűtőipari berendezések, mérőműszerek, utcai telefonkészülékek és más tárgyak formaterveit készítette el.
A Budapesti Nemzetközi Vásár díját kapta a Ganz Mávag járműves kompresszoráért, valamint a Mirköz légfékvizsgáló próbapadjáért.
Az 1980-as évek végéig domborműveket, funkcionális műtárgyakat és lámpatesteket tervezett és kivitelezett templomokba, szállodákba, bankfiókokba, postahivatalokba. 1991-1992-ben öntöttvas kerti és köztéri bútor- és műtárgy családot tervezett, amelyet Nívó Díjjal ismertek el. Az eklektikus stílusú öntöttvas köztéri lámpa és bútorcsalád kerítéselemeiből készült később a Hősök Köve díszkerítése a Hősök terén és a gellérthegyi kilátóterasz kerítése is.
2003-ban kerámia figurális napórát tervezett, amelynek kivitelezője is volt.
Az utóbbi években általa elvégzett jelentősebb tervezési feladatok a Fővárosi Állat- és Növénykert nagy tavának öntöttvas kerítése, ugyanott az Ashoka oszlop (márvány), és Maugsch Gyula: Elefántok szoborcsoportjának architektúrája (kemény mészkő, bronz) voltak.
Részvétel a Kossuth tér rekonstrukciójában
A Parlament épületének környezetének, a Kossuth Lajos tér képének – beleértve a korábban ott állt emlékművek II. világháborút megelőző állapot szerinti visszaállítását – művészeti- szakmai irányítására és esztétikai felügyeletére Szobor Bizottság alakult, amelynek munkájában az Országgyűlés megbízásából a Bizottság tagjaként és annak titkáraként dolgozik jelenleg is. A projekt keretében eredeti helyére kerültek és kerülnek a korábban megsemmisített emlékművek, úgymint Zala György: gróf Andrássy Gyula lovasszobra, Zala György: gróf Tisza István emlékműve. A feladat része a lebontott, vidékre száműzött Kossuth emlékmű rekonstrukciója, részbeni újra alkotása, illetve teljes egészében újrafaragott másolat készítése, és mindezek visszaállítása eredeti helyükre a „Nemzet Főterén”. Megvalósult továbbá Pásztor János II. Rákóczi Ferenc lovasszobrának teljes felújítása és áthelyezése, Marton László A Dunánál (József Attila) szobrának méltóbb körülmények közé történő áthelyezése, Lugossy Mária Forradalom lángja című plasztikájának áthelyezése Budára és Nagy Benedek Kéthly Anna szobrának felállítása.
Közreműködése a Nemzeti Emlékhelyek létrehozásában
A Magyar Országgyűlés által meghatározott, országosan tizenhárom NEMZETI EMLÉKHELY méltó megjelölésének céljából a Nemzeti Emlékhely és Kegyeleti Bizottság felkérésére a Miniszterelnöki Hivatal megbízására kő-bronz anyagú jelölő sztéléket alkotott. Elkészítésük, felállításuk és avatásuk 2013 óta folyamatosan történik.
A Magyarország Kormánya által TÖRTÉNELMI EMLÉKHELLYÉ nyilvánított, az Ország negyvenhét helyszínén, a Nemzeti Örökség Intézete felkérésére Zsigmond Attila kő-bronz anyagú sztéléket is tervezett, amelyek szakmai irányítása mellett készültek el és kerültek és kerülnek helyükre.
A Nemzeti Örökség Intézete megbízásából „AZ ELSŐ VILÁGHÁBORÚ MAGYAR HŐSEINEK EMLÉKÉRE A NAGY HÁBORÚ BEFEJEZÉSÉNEK SZÁZADIK ÉVFORDULÓJA ALKALMÁBÓL” Zsigmond Attila tervezte és kivitelezte az országos emlékművet, amelyet a Fiumei úti sírkert 7. parcellájában állítottak fel. 

## Tanári pályafutása
1969-től 1979-ig rajztanár a II. kerületben, előbb a Törökvész Úti Általános Iskolában, majd 1974-től a Szabadság Úti Általános Iskolában, ahol 1975-től igazgatóhelyettes is volt.

## Kultúra/művészet szervező pályafutása
Budapest Galéria
1978-ban meghívást kapott a Budapest Galéria főigazgatói állására, ezt a munkakörét 1979. január 1-jétől 34 éven át, 2013-ig látta el. A kezdetekben a hivatalos kultúrpolitikát figyelmen kívül hagyva bemutatkozási lehetőséget adott a kortárs művészet minden értékének.
Kiállítások a Budapest Galériában
Zsigmond Attila közel 35 éven át vezette Budapest Főváros kortárs vizuális, művészeti szakmai „műhelyét”, a Budapest Galériát, illetve jogelődjét, a Budapesti Képzőművészeti Igazgatóságot.
Főigazgatóként segítette a kortárs művészetet és művészeket, ápolva a magyar kortárs vizuális anyanyelvet. Irányítója volt a fővárosi művészeti mecenatúrának, ahogy a kortárs képző- és iparművészeti, illetve építészeti értékek közvetítésének, megismertetésének is. Feladatai közé tartozott a magyar és külföldi művészek alkotásainak a hazai, valamint nemzetközi kiállítások megszervezésével történő bemutatása is.
Zsigmond Attila vezetése alatt a Budapest Galéria a vizuális környezet kultúrájára – mint egységes egészre különös figyelmet fordítva – a hagyományos és kísérleti képzőművészeti műfajok mellett fontos kortárs építészeti, iparművészeti, design- és fotóművészeti kiállításokat is rendezett.
Irányítása alatt a galéria működését a kortárs művészet valódi értékeinek kutatása, politikai vagy szakmai elfogultság nélküli feldolgozása és bemutatása sarkallta. Bemutatni mindent, ami „értékgyanús”, és lehetőleg még aktualitásuk idején.
Nemcsak Zsigmond Attila főigazgatósága idején, de a tervezési munkákban való aktív, személyes részvételével – létesült a Budapest Galéria számára több új kiállítóhely. Ezek az Óbuda Galéria (III. ker., Fő tér 1.), a Budapest Kiállítóterem (V. ker., Szabadsajtó u. 5.), a Lajos utcai kiállítóház (III. ker., Lajos u. 158.) és a Varga Imre Kiállítóház (III. ker., Laktanya u. 7.).
Már vezetői megbízatásának kezdetekor – összefogva a művészettörténész szakma legjobbjaival – egy hat kiállításból álló sorozatban (Tendenciák I-VI.) az Óbuda Galériában mutatta be a 70-es évek elhallgatott, tiltott vagy tűrt magyar avantgarde képzőművészetét, egy további tárlaton pedig a kirekesztett kortárs építészet legjavát. A tárlat sikeres lett, mind a szakma, mind pedig a közönség különleges érdeklődése mellett. Komoly áttörést jelentett ez a siker akkoriban, amit jól mutatott, hogy a kiállítás után a bemutatott legfontosabb műtárgyak mind jelentős magyar közgyűjteményekbe kerültek.
Értékelvű csoportos vagy egyéni kiállítások százait (2013-ig évente 20-26-ot) rendezte meg az általa vezetett Budapest Galéria kiállítótermeiben, illetve más hazai helyszíneken, hazai és külföldi vendégként egyaránt.
A kiállítások megszervezésénél alapelve a nyitottság volt minden érték és fontosnak ítélhető művészeti kísérlet iránt. A „Tendenciák” sorozat mellett 1980-ban a tíz éve betiltott Altorjai Sándor, majd Erdély Miklós kiállítása is megvalósult. A Budapest Kiállítóterem a „Film/Művészet” című tárlat bemutatásával nyílt meg. A „101 tárgy” és az „ Új szenzibilitás” csoportos kiállítások formájában dolgozta fel és mutatta be a hazai objektművészet és a kortársak „mágikus” műveit.
Saját rendezésével valósult meg a Magyar Nemzeti Galériában a „Budapesti Műtermek” című kiállítás és egy az ahhoz kapcsolódó olasz (Enrico Navarra) kiadású katalógus elkészítése. Nyolcvanévi méltatlan felejtés után elsőként a Budapest Galéria mutatta be ismét Réth Alfréd munkásságát is.
A Budapest Galéria 1984-ben mutatta be az évtizedekig elhallgatásra ítélt Európai Iskola kiállítását, amelynek folytatásaként egy éven belül egy értékes kapcsolódó monográfiát is megjelentetett a különleges magyar értéket képviselő művészeti irányzatról.
A mai napig tartó hatást eredményezve a Galéria ebben az időszakban egyéni kiállítási lehetőséget adott Samu Géza, Gerzson Pál, Szemadám György, Csáji Attila, Csíkszentmihályi Róbert, Kő Pál, Karátson Gábor, Szőcs Miklós TUI tárlatai számára is.
Ugyanakkor különös figyelemmel került bemutatásra az Erdélyben, a Felvidéken és a Délvidéken, valamint a nyugati határainkon túl élő és alkotó (Baász Ferenc, Páll Lajos, Plugor Sándor, „11 szlovákiai magyar képzőművész”, „Mai bánáti művészek”, Maurits Ferenc, Bálint István, Csutak Magdolna, Szabó Nóra, „Alfalu képzőművészei”) magyar kortárs művészek munkássága is.
A galéria sajátos tevékenységi központú kiállításaként tibeti szerzetesek nyilvános keretek között egy hónapig Mandalát készítettek. Ebből az alkalomból és erre az időre a Dalai Láma szent hellyé nyilvánította a Budapest Kiállító termet.
Rendszeres volt a fővárosi intézmény részvétele a Zsidó Nyári fesztiválon egy-egy (Kádár Béla Scheiber Hugó, Schönberger Armand, Ország Lili, Moholy Nagy László, Telcs Ede, Perlrott Csaba Vilmos, Gráber Margit) kiállítással.
A Budapest Galéria a valódi értékek iránti elkötelezettség jegyében helyet adott a (Bán Ferenc, Dévényi Sándor, Ferencz István, Turányi Gábor, „a jelentős magyar építészeti műhelyek”, valamint a „Századforduló budapesti építészete”) építészeti kiállításoknak is.
Jelentős szakmai és közönség siker volt a „Francia divat”, az „Olasz design”, a „Finn design”, a „Svéd formatervezés és építészet”, Alvar Alto, az „Osztrák színházi jelmez”, a „Japán kerámia”, a „Minikerámia”, a „Dán kerámia”, az Arne Jacobsen, a „Mai magyar kárpitművészek”, a „Modern etnikum” és Kókay Krisztina kiállítása egyaránt.
A fotóművészet értékeinek bemutatására évről évre az Esztergomi Fotó Biennálé, Kúnkovács László, Féner Tamás, Kerekes Gábor, Escher csoport, Balla András, „Privát foto”, Lucien Hervé, Gink Károly, John Halas animációs munkái, Normantas Paulis tárlata, vagy az „Angkor és a khmerek” kiállításai szolgáltak.
A „Lakol Wokiksuye, azaz „A Lakoták emlékezete” c. kiállítás pedig fotótörténeti, néprajzi egyben fototechnikai érdekesség volt.
A magyar népi életmód-szokásrend – kultúra tárgyainak bemutatásával, egyedi, izgalmas és tanulságos életmód- történeti tárlatokra is vállalkozott a Budapest Galéria. Ilyen tárlatok voltak a „XIX. és XX. századi szöveges falvédők”, a „Magyarországi madárijesztők”, illetve a „Kunt Ernő: A mulandóság szobrai” című kiállítások.
Magyarországon először a Budapest Galériában volt Salvador Dali (Dante illusztrációk), Joseph Buys (Polentransport), Otto Muehl, Alfred Hridlicka, Tadeus Kantor és Jindrich Streit kiállítás is.
Zsigmond Attila kezdeményezésére ugyancsak elsőként kezdte el bemutatni a Galéria a magyar kortárs művészeti magángyűjteményeket (Vörösváry gyűjtemény, Vasilescu gyűjtemény, Ernst Lajos gyűjteménye) tudatosan kihangsúlyozva a műgyűjtés művészetet támogató szerepének nélkülözhetetlenségét, és méltán megbecsülendő voltát. A Galéria ennek jegyében, például kizárólag magán gyűjteményekben őrzött művekből rendezte meg a nagybányai kiállítást.
Nagy sikert aratott a Budapest Galériának a történelem, a nemzeti múlt, a politika, a hatalom és a köztéri szobrászat viszonyáról szólt „Szoborsorsok ” (1987) című kiállítása, amelyet nagy érdeklődés mellett 1988-ban a Passauer Kunstverein-ben is látható volt.
A galéria a Történelmi Igazságtétel Bizottságával közösen 1989. október 23-án nyitotta meg az 1956-os forradalom és szabadságharc mártírjainak emlékére kiírt nyilvános emlékmű pályázat teljes anyagát bemutató kiállítást. A későbbiekben Zsigmond Attila és az Intézmény is részt vett az 56-os emlékmű pályázaton győztes Jovánovics György tervének a megvalósításában, illetve annak az Új köztemető 301-es parcellájában történő felállításában.
2013-ban kurátora volt az „Otthonok kincsei, Válogatás budapesti magángyűjteményekből, 12-20. század „című rendkívül gazdag, elsősorban iparművészeti műremekek kiállításának a Budapesti Történeti Múzeumban.
A főváros közterületi műalkotásainak védelme, restaurálása és teljes felújítása
A Budapest Galéria vezetőjeként felelősséggel tartozott a meglevő budapesti köztéri emlékművek, szobrok, állandó felügyeletéért, védelméért, karbantartásáért, megőrzéséért, a műtárgy vagyon naprakész kartonos és digitális nyilvántartásáért. Ugyanakkor a Galéria szakmai vezetőjének a kötelessége volt az új köztéri plasztikai művek létrehozásához szükséges technikai, tervezési, műszaki, és művészettörténeti szakmai feltételek biztosítása.
A Zsigmond Attila által vezetett Budapest Galéria 34 éves működése idején Budapest felbecsülhetetlenül jelentős anyagi értéket képviselő közterületi műalkotásainak a folyamatos védelme és állagmegőrzése mellett több, a korábbi évtizedekben leromlott állapotúvá vált műemlék, emlékhely és műtárgy is jelentős restauráláson, megújításon esett át.
A galéria koordinálásával végrehajtott nagyobb felújítások: az Ezredéves Emlékmű és a Hősök Köve (XIV. ker., Hősök tere), a budavári Szentháromság oszlop (I. ker., Szentháromság tér), a Körönd szobrai, a Duna parton álló Eötvös és Petőfi szobor, a Vörösmarty emlékmű (V. ker., Vörösmarty tér), az összes budapesti egyházi barokk műemlékszobor (Szentháromság oszlopok, Kegyoszlopok, Nepomuki Szent János és Szt. Flórián szobrok), valamint az Oroszlános kút teljes felújítása, restaurálása és konzerválása.
A politika által elítélt közterületi műalkotások rehabilitálása
A rendszerváltás idején a Budapest Galéria vezetőjeként Zsigmond Attila komoly szerepet vállalt az államszocializmusban a főváros közterületeiről politikai okokból eltávolított műalkotások visszahelyezését megvalósító rehabilitációs folyamatában.
A XX. század 50-es éveiben politikai okokból lebontott szobrokat, emlékműveket 1989 és 1992 között az ő irányításával, felújítva, szoborraktárakból helyezték vissza ismét Budapest köztereire. Az üldözött műalkotások többsége az eredeti helyére került visszaállításra, vagy ha ez nem volt lehetséges, akkor gondosan megválasztott méltó helyre, mind városképi, mind várostörténeti szempontból egyaránt.
Ilyen, a közterületekre ekkor visszaállított műalkotás: Zala György: Erzsébet királyné (XI. ker., Erzsébet híd budai hídfő, 1987), Ligeti Miklós: Bandholz Harry Hill tábornok (V. ker., Szabadság tér, 1990), Szentgyörgyi István: Nagyatádi Szabó István (V. ker., Kossuth Lajos tér, 1990), Johann Halbig: Immaculata (VII. ker., Rákóczi út, 1991), Orbán Antal: gróf Zichy Nándor emlékműve (VIII. ker., Lőrinc pap tér, 1992), Ligeti Miklós: Rudolf trónörökös (XIV. ker., Városliget, Olof Palme sétány 1995), Grantner Jenő: Klebelsberg Kunó emlékmű (XI. ker., Villányi út, áthelyezés és részleges rekonstrukció 1993), Zala György: I. Világháborús hősi emlékmű (IV. ker., Tanoda tér, áthelyezés, 1993) Horvay János: Névtelen Hősök emlékműve (VIII. ker., Ludovika tér 2012).
A Szoborpark – Memento Park létrehozása
Zsigmond Attila, mint a Budapest Galéria vezetője fontos szerepet kapott az 1991-ben elrendelt fővárosi szoborbontások és áthelyezések megszervezésében, bonyolításában, valamint a Szoborpark (a mai Memento Park) pályáztatásában és megépítésében is.
A kezdettől fogva szakmailag támogatta, illetve szorgalmazta, hogy a politikai rendszerváltást követően a politikai okokból Budapest köztereiről eltávolítandó szobrok elhelyezésére a fővárosban létesüljön szobor park. Így nem került sor e művek megsemmisítésére, azok bármikor megtekinthetők, egyben pedig létrejött egy különös szabadtéri szobor gyűjteményi kiállítás egy súlyos történelmi korszak „plasztikai lenyomataként”, nem titkoltan egyfajta mementóként is. A korábbi köztéri szobrok, emlékművek a parkban kiállítási tárgyakká váltak. Zsigmond Attila irányításával a Fővárosi Közgyűlés határozata szerint 42 köztérre nemkívánatos politikai szobor és emlékmű lebontására és áthelyezésére került sor a Budapest XXII. kerületében kialakított szoborparkba. A park kialakítása, a plasztikák elhelyezése, egy pályázat győztes terve szerint valósult meg, olyan különleges látványt és atmoszférát nyújtva, ami számos európai és tengeren túli elismerést is begyűjtött a kényes feladat sikeres budapesti megoldásáért.
Új közterületi műalkotások létrehozása
A Budapest Galéria vezetőjeként számos teljesen új fővárosi közterületi szobor és műalkotás létrehozásában vett részt.
Ilyen műalkotások: Kerényi Jenő: Díszkút (XIV. ker., Városliget, Kós Károly sétány, 1979), Samu Géza: Szánkó (1980) Somogyi József: Hárfás lány (III. ker., Zichy Kastély, 1980), Kiss Sándor-Vadász György: GáborÁron (II. ker., Szilágyi Erzsébet fasor,1980), Marton László: Egry József (XI. ker., Egry J. u. 1980) Varga Imre: Bartók Béla (II. ker., Csalán u., Bartók Béla Emlékház kertje és Párizs, 1981), Csíkszentmihályi Róbert: Szarvas (II. ker., Margit krt. 1981), Schéner Mihály: Dorottyás kocsi (III. ker., Váradi u., 1983), Tóth Béla: Kőrösi Csoma Sándor (X. ker., Kőrösi Csoma sétány, 1984), Kő Pál: Nyár (IV. ker., Nyár u., 1984), Csíkszentmihályi Róbert: Tűzszerész emlékmű (I. ker., Logody u.,1985), Farkas Ádám: A nap születése (III. ker., Váradi S. tér, 1986), Illés Gyula: A Magyar Repülés úttörőinek emlékműve (XIV. ker., Örs vezér tere, 1987), Varga Imre: Raoul Wallenberg (II. ker., Szilágyi Erzsébet fasor, 1987), Marton László: Kiskirálylány (V. ker., Vigadó tér, 1989), Farkas Ádám: A föld ereje (XI. ker., Nagyszeben tér, 1990), Kecskeméti Sándor: Térforma (XI. ker., Rétköz u., 1990), Szabó Tamás: Carl Lutz (VII. ker., Dob u., 1991), Kő Pál: Podmaniczky Frigyes emlék (V. ker., Podmaniczky tér, 1991), Fekete Tamás: Vízi orgona (II. ker., Római tér-Aquincumi múzeum, 1993), Kiss Sándor-Vadász György: A Magyar Függetlenség emlékműve (XI. ker., Függetlenségi park, 1994), Lugossy Mária: A forradalom lángja (V. ker., Kossuth tér, 1996), Rieger Tibor: gróf Teleki Pál, Stremeny Géza: gróf Batthyány Lajos (I. ker., Batthyány tér, 1988), Vigh Tamás: Sztéhlo emlékmű (V. ker., Deák tér, 2011), Szmrecsányi Boldizsár: Rollerező (V. ker., Duna u.) Pauer Gyula: Cipők a Duna partján (V. ker., Duna alsó rakpart 2004), Stremeny Géza: gróf Bethlen István (I. ker., Budai vár, Sándor palota előtere 2013), Nagy Benedek: Kéthly Anna (V. ker., Olimpiai park 2015).
Germination, és az európai művészcsere kapcsolat
A Zsigmond Attila kezdeményezésére létrejött európai művészcsere kapcsolat keretében 1989-től a mai napig a Fővárosi Önkormányzat egy hónapos ösztöndíjára fogadja a Klauzál téri két műterem lakásban az Európa földrajzi és művészeti fővárosaiból (Bécs, Salzburg, Krems, Lisszabon, Párizs, Strassbourg, Stuttgart, Frankfurt, Helsinki, Gyergyószárhegy) Budapestre delegált alkotókat. A kölcsönösségen alapuló cserekapcsolat keretében növekvő számú, mára évente 15-17 magyar alkotót küldhetünk a partner városokba ösztöndíjas vendégként. Az egy hónapos ösztöndíj leteltével az európai vendég alkotók egy-egy műalkotásukat a Fővárosi Képtár gyűjteményét gazdagítva Budapestnek, a magyar művészek pedig a vendéglátó város művészeti gyűjteményének ajándékozzák.
1991-től előbb vendégként, majd teljes jogú tagként Magyarországot Zsigmond Attila képviselte az Európai Közösség jelentős támogatásával működött Germination szervezetben, amely fiatal európai tehetségek számára két évenként egy hónapos művésztelepet és kiállítást szervezett és rendezett, kiállításonként több ezer példányszámú katalógussal dokumentálva a művészi alkotómunka eredményeit, ezzel is segítve a résztvevő magyar művészek európai ismertségét. Magyarország évente előbb négy, majd két művészt tudott delegálni. A visegrádi országok (Lengyelország, Csehország, és Szlovákia) a már taggá vált Budapest Galéria közvetítésével és segítségével nyertek felvételt a Germination-ba. A Budapest Galéria e projektben végzett munkájának elismeréséül Zsigmond Attila tizenegy évig a szervezet Nemzetközi Koordinációs Bizottságának alelnöke is volt.
Europália
Zsigmond Attila volt az 1999-ben rendezett belgiumi „Europália” magyar kulturális évad képző-ipar és fotóművészeti kiállításainak igazgatója („Magyar avantgarde 1915-25”, (Brüsszel), „Akik maradtak és akik elmentek” fotókiállítás (Antwerpen), „Tóth Menyhért” (Brüsszel), a ”Magyar kárpitművészek és Samu Géza” (Mons).
Hungarofest
Zsigmond Attila 2000-től 2002-ig a Hungarofest vizuális művészeti főtanácsadójaként a „Magyart” (Franciaország) és az „Itália 2002” magyar kulturális évadok kiállítási igazgatójaként dolgozott és kurátora volt a „Czóbel” (Párizs), valamint a „Farkas István” (Róma), a „Magyar festészet aranykora” (Firenze, Pitti palota) és a „Herendi porcelán” (Nápoly) kiállításoknak.
Galériavezetői tevékenységéért 1989-ben a Fővárosi Tanács Művészeti Díjával tüntették ki.

## Politikusi pályafutása
A közéletbe 1971-ben kapcsolódott be, amikor helyi lakosok felkérésére vállalta a jelölést és beválasztották a Budapest II. Kerületi Tanácsba. 1973-tól 1985-ig Fővárosi Tanács Tagja is volt, közben évekig a kerület fővárosi tanácstagi csoportjának a vezetője. 1976-tól a Magyar Szocialista Munkáspárt (MSZMP) tagja, 1988 novemberében kilépett a pártból. Az 1985. évi országgyűlési választásokon Budapest II. kerületének (5.sz. választókerület) egyik képviselőjévé választották. Az Országgyűlésben 1985-től a kulturális bizottságban, illetve az 1987-ben létrejött reformbizottságban dolgozott. Tagja lett az osztrák parlamenttel tárgyaló Nagymaros jószolgálati küldöttségnek. A Bős–nagymarosi vízlépcsőt ellenző parlamenti csoport, 1989-től az ellenzéki demokrata, majd 1990. január 22-től az ebből alakult MDF-képviselőcsoport egyik alapító tagja. 1989-ben ugyancsak alapító tagja a Magyar Demokrata Fórum II. kerületi szervezetének. Az 1990-es magyarországi országgyűlési választáson a második fordulóban Budapest 2. sz. (II. ker.) választókerületében újra képviselővé választották. 1990. május 3-tól a kulturális, oktatási, tudományos, sport, televízió és sajtó, 1992. október 13-tól az átszervezett kulturális, tudományos, felsőoktatási, televízió, rádió és sajtó állandó bizottságban, ezen belül a kulturális és a rádió, televízió, sajtó albizottságokban dolgozott. 1993. február 17-től alelnök, 1993. december 22-től a bizottság elnöke volt. 1993-1994 között az MDF-frakció szóvivője. 1994-1998-ig a Kulturális Rádió TV és Sajtó Bizottság alelnöke. A Horn kormány idején kiáll azért, hogy ne csak a balliberális kormánypárti újságírók lehessenek a közmédiákban.
Az antalli MDF-et és Antall Józsefet nagyszerű politikusnak tartotta, mert egyben akarta tartani a népnemzetieket, a kereszténydemokratákat és a nemzeti szabadelvűeket.
Az 1994. évi országgyűlési választásokon ismét a II. kerületi (Budapest 2. sz.) választókerületben indult; a második fordulóban 41,33 százalékkal harmadszor is a törvényhozás tagjává választották. A kulturális és sajtó állandó bizottságnak és azon belül a millecentenáriumi-millenniumi albizottságnak is az alelnöke. Részt vesz a médiatörvény létrehozásáról kötött politikai megállapodás értelmében megalakított hat-, illetve hétpárti média-albizottság munkájában is. Az Interparlamentáris Unió (IPU) magyar csoportja magyar-cseh baráti tagozatának az alelnöke, a magyar-jugoszláv tagozat elnöke, a magyar-finnugor tagozat tagja.
1994. március 4-én, a X. országos gyűlés után kilépett az MDF-ből, és többedmagával megalapította a Magyar Demokrata Néppártot (MDNP), az új párt frakciójában folytatva képviselői munkáját. 1996. április 16-tól a Társadalmi szervezetek költségvetési támogatását előkészítő állandó bizottságnak is tagja lett, az Ifjúsági és gyermekérdekvédő társadalmi szervezeteket támogató albizottságban dolgozik. 1996. november 30-án, az MDNP I. országos gyűlésén az országos elnökség tagjává, egyben a párt szóvivőjévé választották.
Az MDNP megszűnése után visszatért az MDF-be. 1996. március 2-án az MDF az MDNP jogutódja lett, a néppártiak automatikusan a demokrata fórum soraiba kerültek. Zsigmond Attila az MDF-elnökség tagja lett. 1998-ban a pesthidegkúti körzetben ismét elindult a képviselő választáson, de nem nyert mandátumot. A 2000-es években az MDF elnökségi tagjaként részt vett az új médiatörvény kidolgozásában.
2010. március 31-én kilépett a Magyar Demokrata Fórumból, lépését azzal indokolva, hogy az MDF a méltánytalanság pártja lett. Közleményében azt írta: „Kiléptem, mert egy másik, mára már aligha létező MDF-nek voltam egyik alapítója. Abban az MDF-ben jó volt „családtagnak” lenni, dolgozni. Kiléptem, mert számomra Antall József és valódi követői, a barátaim jelentették az MDF-et. Kiléptem, mert az MDF a honoráció pártjából a méltánytalanság pártja lett.” 2010 óta nem visel pártpolitikai tisztséget.
```
[
2
]
```

## Családja
Édesapja, Zsigmond Kálmán jogásznak készült, de tanulmányait félbe kellett hagynia, és nyugdíjazásáig a Magyar Postánál dolgozott. Burgenlandi származású édesanyja, Weninger Blanka, bár tanítói oklevelet szerzett, háztartásbeliként két fiát nevelte. Öccse, Csaba (1945) pedagógus- szociológus. Háromszor nősült, első házasságából két fia született: Vince (1969) kertészmérnök, Áron (1971) bútortervező belsőépítész, iparművész.
Házastársai:
- Lohr Pálma kerámiatervező iparművész (1964-1993)
- Kapás Irén jogász, újságíró
- Sipos Erzsébet bölcsész (2013–)

## Díjai
- Ipari formatervezési, szakmai díjak:
- BNV díj (autódiagnosztikai próbapad, Zephyr járműves kompresszor) (1971)
- Fővárosi Tanács Művészeti díja (1989)
- Nívódíj (ORFEA kerti és köztéri öntöttvas bútor és műtárgycsalád) (1992)
- A Magyar Alkotóművészek Egyesülete Horizont című kiállításán szakmai elismerésben részesült (2021)

## Kitüntetései
- Budapestért Díj (1999)
- a Belga Királyi Leopold Rend Tiszti Keresztje (2002)
- a Magyar Köztársasági Érdemrend tisztikeresztje (2002)
- a Francia Köztársaság Művészeti és Irodalom Rend Tiszti Keresztje (2008)
- a Magyar Köztársasági Érdemrend középkeresztje (2008)
- Moholy Nagy Művészeti Egyetem Arany Oklevél (2014)
- Pro Urbe Budapest (2023)[3]

## Műalkotásai
Pályája kezdetén ipari formaterveket készített különféle műszaki készülékekre és berendezésekre különböző vállalatok, pl. a Medicor, az Elzett, a Méréstechnikai Központ Laboratórium, a Budapesti Postaigazgatóság, a Ganz-Mávag, a Fővárosi Vegyesipari Javító Vállalat, a Mirköz részére. 1981-től számos középület világítótesteit tervezte meg, Szily Imre Balázs építész-belsőépítésszel együtt (Eger Hotel, Margaréta Hotel, Balatonfüred, 1981; Fehérvári úti postahivatal, 1983; Jézus Szíve plébániatemplom, Nagykanizsa, 1985; Sarlós Boldogasszony plébániatemplom, Nagykanizsa, 1986; Röltex-Artex Áruház, 1986; Wagon-lits iroda, 1987; Óbudai Társaskör, 1987; Óbudai Művelődési Ház, 1987; Kis Szent Teréz templom, Keszthely, 1988; OTP Ingatlanforgalmi Iroda, Budapest, 1988; Római katolikus templom, Kolontár, Murakeresztúr, 1988; Sur, 1989).
A Nemzeti Emlékhely és Kegyeleti Bizottság felkérésére a Miniszterelnöki Hivatal megbízására kő-bronz anyagú, a Nemzeti Emlékhelyeket jelölő sztéléket tervezett (2013)
A Nemzeti Örökség Intézete felkérésére kő-bronz anyagú, a Történelmi Emlékhelyeket jelölő sztéléket tervezett (2013)
A Nemzeti Örökség Intézete megbízásából „AZ ELSŐ VILÁGHÁBORÚ MAGYAR HŐSEINEK EMLÉKÉRE A NAGY HÁBORÚ BEFEJEZÉSÉNEK SZÁZADIK ÉVFORDULÓJA ALKALMÁBÓL” országos emlékművet tervezett és kivitelezett, a Fiumei úti Nemzeti Sírkert 7. parcellájában. (2018)

## Videók
- https://heti.tv/2019/07/10/parbeszed-az-emberert-zsigmond-attila-es-platthy-ivan-parbeszede/
- https://www.youtube.com/watch?v=QIBnIaHkt8A

## Külső hivatkozások
- Zsigmond Attila képviselő lapja az Országgyűlés oldalán